# The Thick of It
The Thick of It é uma série de televisão de comédia britânica que satiriza o funcionamento interno do governo britânico. Escrita e dirigida por Armando Iannucci, foi transmitida pela primeira vez na BBC Four em 2005. Em sua terceira temporada em 2009, o programa mudou-se para a BBC Two. Uma quarta temporada foi transmitida em 2012, com o último episódio sendo exibido em 27 de outubro de 2012.
Um spin-off da série, In the Loop, foi lançado nos cinemas do Reino Unido em 17 de abril de 2009. Um piloto para um remake estadunidense da série foi produzido mas não obteve sucesso, e Iannucci foi posteriormente convidado a criar Veep para HBO, um programa com um tom semelhante e questões políticas, com o envolvimento de alguns roteiristas e membros da produção de The Thick of It.

## Elenco e personagens
- Peter Capaldi como Malcolm Tucker
- Chris Langham como Hugh Abbot, o Secretário de Estado para Assuntos Sociais
- James Smith como Glenn Cullen
- Joanna Scanlan como Terri Coverley
- Chris Addison como Oliver "Ollie" Reeder, conselheiro especial do Secretário de Estado

## Episódios
| Temporada | Temporada | Episódios | Episódios | Originalmente exibido | Originalmente exibido  |
| Temporada | Temporada | Episódios | Episódios | Estreia da temporada  | Final da temporada     |
| --------- | --------- | --------- | --------- | --------------------- | ---------------------- |
|           | 1         | 3         | 3         | 19 de maio de 2005    | 2 de junho de 2005     |
|           | 2         | 3         | 3         | 20 de outubro de 2005 | 3 de novembro de 2005  |
|           | Especial  | 2         | 2         | 2 de janeiro de 2007  | 3 de julho de 2007     |
|           | 3         | 8         | 8         | 24 de outubro de 2009 | 12 de dezembro de 2009 |
|           | 4         | 7         | 7         | 8 de setembro de 2012 | 27 de outubro de 2012  |